# Terence McCloy

Terence McCloy est un scénariste américain connu pour avoir co-écrit le scénario de Lady Sings the Blues.

## Filmographie
- 1972 : Lady Sings the Blues de Sidney J. Furie (co-scénariste)

## Nominations
- Oscars du cinéma 1973 : Oscar du meilleur scénario original pour Lady Sings the Blues